# اعداد فازی
یک عدد فازی تعمیمی از اعداد معمولی و حقیقی است به صورتی که یک عدد فازی نه به یک مقدار بلکه به مجموعه همبندی از مقادیر ممکن اشاره می‌کند به‌طوری‌که هر مقدار ممکن، وزنی بین ۰ و ۱ دارد . به این وزن اشاره شده، تابع عضویت گفته می‌شود. به این ترتیب، یک عدد فازی نوع خاصی از مجموعه فازی نرمال شده محدب خط حقیقی است. همان‌طور که منطق فازی بسط منطق بولین است، اعداد فازی نیز بسط اعداد حقیقی می‌باشند. محاسبات مبتنی بر اعداد فازی امکان به کارگیری مفهوم عدم قطعیت را در تعریف پارامترها، مشخصات، هندسه، شرایط ابتدایی و غیره می‌دهد.
اعداد فازی یا Fuzzy number نوعی خاص از مجموعه‌های فازی هستند. بنابراین با درک مفهوم مجموعه فازی می‌توان اعداد فازی را بسادگی فرا گرفت. در منطق کلاسیک هر عدد یک مقدار قطعی و مشخص است اما در منطق فازی هر عدد مقداری تقریبی است. عدد فازی یک مجموعه فازی با شرایط سه‌گانه زیر است:
o نرمال باشد
o محدب باشد
o مجموعه پشتیبان آن محدود باشد.